# Национальный проект «Жильё и городская среда»
Национальный проект «Жильё и городская среда» — один из национальных проектов в России на период с 2019 по 2030 годы. Руководитель проекта до 2020 года — экс-министр строительства и жилищно-коммунального хозяйства Российской Федерации Владимир Якушев. С 2020 года — министр строительства и ЖКХ РФ Ирек Файзуллин.
В феврале 2020 года куратором проекта назначен вице-премьер Марат Хуснуллин.

## Описание
В национальный проект «Жильё и городская среда» входят:
- обеспечение доступным жильём семей со средним достатком, в том числе создание возможностей для приобретения (строительства) ими жилья с использованием ипотечного кредита, ставка по которому должна быть менее 8 процентов;
- увеличение объёма жилищного строительства не менее чем до 120 млн квадратных метров в год;
- кардинальное повышение комфортности городской среды, повышение индекса качества городской среды на 30 процентов, сокращение в соответствии с этим индексом количества городов с неблагоприятной средой в два раза;
- создание механизма прямого участия граждан в формировании комфортной городской среды, увеличение доли граждан, принимающих участие в решении вопросов развития городской среды, до 30 процентов;
- обеспечение устойчивого сокращения непригодного для проживания жилищного фонда;
- совершенствование механизмов финансирования жилищного строительства, в том числе посредством развития рынка ипотечных ценных бумаг и поэтапного перехода от привлечения денежных средств для долевого строительства многоквартирных домов и иных объектов недвижимости к другим формам финансирования жилищного строительства, обеспечивающим защиту прав граждан и снижение рисков для них;
- модернизация строительной отрасли и повышение качества индустриального жилищного строительства, в том числе посредством установления ограничений на использование устаревших технологий и стимулирования внедрения передовых технологий в проектировании и строительстве, совершенствование механизмов государственной поддержки строительства стандартного жилья;
- снижение административной нагрузки на застройщиков, совершенствование нормативно-правовой базы и порядка регулирования деятельности в сфере жилищного строительства;
- обеспечение эффективного использования земель в целях массового жилищного строительства при условии сохранения и развития зелёного фонда и территорий, на которых располагаются природные объекты, имеющие экологическое, историко-культурное, рекреационное, оздоровительное и иное ценное значение;
- создание механизмов развития комфортной городской среды, комплексного развития городов и других населённых пунктов с учётом индекса качества городской среды;
- создание механизмов переселения граждан из непригодного для проживания жилищного фонда, обеспечивающих соблюдение их жилищных прав, установленных законодательством Российской Федерации.

Нацпроект «Жильё и городская среда» затронет около 7,5 тыс. городов и муниципалитетов. По словам вице-премьера Виталия Мутко, около 200 тысяч объектов подлежат модернизации.
В структуру национального проекта, подготовленного ведомством вместе с экспертным сообществом, заложено четыре федеральных проекта: «Ипотека», «Жилье», «Формирование комфортной городской среды», «Обеспечение устойчивого сокращения непригодного для проживания жилищного фонда». С 1 января 2021 года нацпроект расширен пятым федеральным проектом «Чистая вода», переданным на реализацию из нацпроекта «Экология».
Бюджет на реализацию нацпроекта по заявленным оценкам составит 1066,2 млрд рублей, из которого 507,2 млрд рублей будет использовано в рамках «Обеспечения устойчивого сокращения непригодного для проживания жилищного фонда», 287,8 млрд рублей пойдёт на формирование комфортной городской среды, еще 271,2 млрд рублей будет потрачено на увеличение объёма жилищного строительства. Источниками финансирования будут федеральный бюджет (в объеме 891 млрд рублей), региональные субсидии (167,8 млрд рублей) и внебюджетные источники (7,4 млрд рублей).

## Реализация
Министр строительства и ЖКХ РФ Владимир Якушев заявил, что в 2020 году будет возведено 75-80 миллионов квадратных метров жилья. При этом, показатели по нацпроекту составляют 120 млн. м², но могут быть скорректированы до 100 млн. 
 Эксперты называют Россию лидером среди европейских стран по количеству построенных квартир. Согласно исследованию агентства «РИА Рейтинг» в России за последние три года было построено более 3,3 миллиона новых квартир. В пересчёте на 10 тысяч человек получается 227 квартир — это самый большой показатель среди 29 стран Европы. Вторую строчку в рейтинге заняла Австрия с результатом 207 квартир на 10 тысяч человек. Третью строчку занимает Казахстан, у которого сфера строительства во многих аспектах показывает схожую с российской динамику.
В 2019 году кассовое исполнение нацпроекта составило 98,5%. В ходе его реализации было введено 63,5 млн м² жилья, что на 9,1% выше, чем за аналогичный период прошлого года, а также расселено более 30 тысяч человек из 527 тыс. кв. метров аварийного жилья.
В рамках реализации проекта в апреле 2020 года по поручению Президента Российской Федерации запущена программа субсидирования процентных ставок по ипотеке до 6,5 %. Оператором программы выступает ДОМ.РФ, её действие рассчитано до 1 ноября 2020 года, а льготная ставка сохраняется на весь срок кредита. Для Московского региона, Санкт-Петербурга и Ленинградской области кредитный лимит увеличен с 8 до 12 млн рублей, в других регионах — с 3 до 6 млн рублей. Размер первоначального взноса в августе был снижен с 20 до 15%. С начала действия программы льготной ипотеки со ставкой 6,5% в России зарегистрировано более 66 тыс. сделок. С 17 апреля по 1 сентября 2020 года по всей России Росреестром зарегистрирована 66 441 ипотека. Это каждая пятнадцатая сделка или 6,4% от общего количества зарегистрированных ипотек. По словам руководителя Росреестра Олега Скуфинского, «программы ипотечного кредитования с господдержкой стали дополнительным стимулом для восстановления рынка ипотеки в России и развития предоставляемых ведомством услуг». Спустя месяц вице-премьер Марат Хуснуллин указал на необходимость дальнейшего продления госпрограммы с формулировкой: «Без этого развитие страны и реализация нацпроектов невозможны».
В начале декабря Председатель Совета Федерации Валентина Матвиенко внесла предложение о распространении программы льготного ипотечного кредитования на вторичное жилье.
Вице-премьер Марат Хуснуллин назвал льготную ипотеку одной из составляющих очередного рекорда на рынке отечественной ипотеки, с помощью которой в отрасль было привлечено около 800 миллиардов рублей. По предварительным оценкам аналитиков, в 2020 году объём выданной ипотеки может достигнуть 4 триллионов рублей, а общий портфель превысит 9 триллионов.
В конце октября 2020 года премьер-министр РФ Михаил Мишустин продлил действие Программы льготной ипотеки под 6,5% годовых до 1 июля 2021 года, подчеркнув, что она стала хорошим подспорьем для граждан, нуждающихся в улучшении жилищных условий, а также помогла поддержать строительную отрасль.
По итогам 2020 года исполнение бюджета по национальному проекту «Жильё и городская среда» составило 99,7%, что стало лучшим результатом среди всех национальный проектов. На 100% был исполнен бюджет по федеральному проекту «Обеспечение устойчивого расселения непригодного для проживания жилищного фонда», на 99,5% — по федеральному проекту «Формирование комфортной городской среды», на 99,1% — по федеральному проекту «Жильё».
На апрель 2021 года в рамках национального проекта «Жильё и городская среда» было расселено 2,96 миллиона м² аварийного жилья, переселено более 180 тысяч человек, что составило 98% от плановых результатов, которые должны были быть достигнуты к концу этого года. 19 регионов, среди которых Владимирская, Воронежская, Иркутская, Курская, Магаданская, Мурманская, Новосибирская, Сахалинская, Свердловская, Тульская, Тюменская области, Камчатский, Пермский края, Карелия, Карачаево-Черкессия, Чечня, Ненецкий, Ханты-Мансийский, Ямало-Ненецкий АО, указанные показатели на тот момент уже выполнили.
По данным Правительства России, в рамках нацпроекта «Жильё и городская среда» 14 из 89 субъектов РФ к 2023 году досрочно закончили расселение жилья, признанного аварийным до 2017 года. Еще 40 планируют это сделать в течение года.  За шесть лет реализации федерального проекта «Формирование комфортной городской среды» было благоустроенно свыше 103 тысяч общественных пространств. На эти цели было направлено порядка 290 млрд рублей, из которых федерального финансирование — чуть больше 50%.
По информации  вице-премьера РФ Марата Хуснуллина на начало 2024 года, в рамках федпроекта «Формирование комфортной городской среды» с 2019 года  было реализовано 694 проекта, победивших на Всероссийском конкурсе лучших проектов создания комфортной городской среды в малых городах и исторических поселениях. С 2017 года благоустроено 111 тысяч территорий, из которых 77 тысяч — дворовых и 34 тысячи — общественных. 9 тысяч территорий было благоустроено в 2023 году. На 2024 год запланировано преображение 6,5 тысяч дворовых и общественных пространств.
В рамках нацпроекта «Жилье и городская среда» с 2019 года по апрель 2024 года аварийный фонд сократился на 11,8 млн кв.м. 701 215 жителей аварийных домов улучшили свои условия. Среди них, в ХМАО — 50 900 человек, Пермском крае  — 47 000, ЯНАО — 43 900, Республике Саха – 40 500, в Кемеровской области – 28 900 человек. За 2024 год запланировано расселить 1,8 млн кв. м аварийных площадей, где проживают 98 600 человек.